# Michi Himeno
Michi Himeno (姫野 美智, Himeno Michi) est une character designer d'animation japonaise. Elle est aussi illustratrice et animatrice 

## Filmographie
- 1975 - Goldorak UFO Robo Grendizer (série télévisée)
- 1978 - Galaxy Express 999 (série télévisée)
- 1979 - Lady Oscar Versailles no Bara (série télévisée)
- 1981 - Ulysse 31 (série télévisée)
- 1982 - Albator 84 Waga Seishun no Arcadia (série télévisée)
- 1983 - Embrasse-moi Lucile Aishité Night (série télévisée)
- 1986 - Les Petits Malins Mapple Town Monogatari  (série télévisée)
- 1986 - Les Chevaliers du Zodiaque Saint Seiya (série télévisée)
- 1989 - Fūma no Kojirō (OVA)
- 1990 - Alexandria Monogatari (Romans)
- 1991 - Yokoyama Mitsuteru Sangokushi (série télévisée)
- 1992 - Burai (Romans)
- 1992 - Babel 2nd (OVA)
- 1993 - Aoki Densetsu no Shoot (série télévisée)
- 1994 - Ningen Kakumei (OVA)
- 1996 - Gegege no Kitarô (série télévisée)
- 1996 - Les Enquêtes de Kindaichi Kindaichi Shônen no Jikenbô (Film)
- 1997 - Les Enquêtes de Kindaichi Kindaichi Shônen no Jikenbô (série télévisée)
- 1999 - Yu-gi-oh! (série télévisée)
- 2001 - Siam Neko (Film)
- 2002 - Saint Seiya Hades Junikyû (OVA)
- 2004 - Ring ni Kakéro 1 (série télévisée)
- 2004 - Tenkai-hen Josō: Overture (Film)
- 2008 - Saint Seiya Elysion Hen (OVA)
- 2008 - Kaïla Quest ~Ragen Blue Universe~(Illustrations)

## Œuvres vidéoludiques
- Burai: Hachigyoku no yūshi densetsu (Graphisme)